# El Paraíso, Osumacinta
El Paraíso är en ort i Mexiko.   Den ligger i kommunen Osumacinta och delstaten Chiapas, i den sydöstra delen av landet, 700 km öster om huvudstaden Mexico City. El Paraíso ligger 633 meter över havet och antalet invånare är 141.
Terrängen runt El Paraíso är bergig åt sydväst, men åt nordost är den kuperad. Runt El Paraíso är det tätbefolkat, med 286 invånare per kvadratkilometer. Närmaste större samhälle är Tuxtla Gutiérrez, 17,2 km söder om El Paraíso. I omgivningarna runt El Paraíso växer huvudsakligen savannskog.